# Joris van Gool
Joris van Gool (Tilburg, 4 aprile 1998) è un velocista olandese.

## Palmarès
| Anno | Manifestazione  | Sede      | Evento      | Risultato | Prestazione | Note                          |
| ---- | --------------- | --------- | ----------- | --------- | ----------- | ----------------------------- |
| 2016 | Europei U20     | Bydgoszcz | 100 m piani | Batteria  | 10"69       |                               |
| 2018 | Europei         | Berlino   | 100 m piani | Batteria  | 10"52       |                               |
| 2019 | Europei indoor  | Glasgow   | 60 m piani  | Bronzo    | 6"62        | Miglior prestazione personale |
| 2019 | Europei U23     | Gävle     | 100 m piani | Bronzo    | 10"27       |                               |
| 2019 | Europei U23     | Gävle     | 4×100 m     | Finale    | dnf         |                               |
| 2019 | Mondiali        | Doha      | 4×100 m     | Finale    | dq          |                               |
| 2021 | Europei indoor  | Toruń     | 60 m piani  | Batteria  | dq          |                               |
| 2021 | World Relays    | Chorzów   | 4×100 m     | Finale    | dnf         |                               |
| 2021 | Giochi olimpici | Tokyo     | 4×100 m     | Batteria  | dnf         |                               |
| 2022 | Mondiali indoor | Belgrado  | 60 m piani  | Batteria  | dns         |                               |
| 2022 | Mondiali        | Eugene    | 4×100 m     | Batteria  | 39"07       |                               |
| 2022 | Europei         | Monaco    | 100 m piani | Batteria  | 10"45       |                               |
| 2022 | Europei         | Monaco    | 4×100 m     | 4º        | 38"25       |                               |
| 2023 | Europei indoor  | Istanbul  | 60 m piani  | Batteria  | 6"72        |                               |